# Dallas Texans (NFL)
Los Dallas Texans fueron un equipo de la NFL en la temporada 1952, con una marca de 1-11. Fueron uno de
los peores equipos en la historia de la NFL, tanto en (porcentaje de victorias más bajo franquicia)
y fuera del campo. El equipo se asentó primeramente en Dallas, a después , Hershey, Pensilvania, y Akron, Ohio, durante su
única temporada. Los Texans fueron el último equipo de la NFL en retirarse. Muchos de sus jugadores fueron a la nueva franquicia de

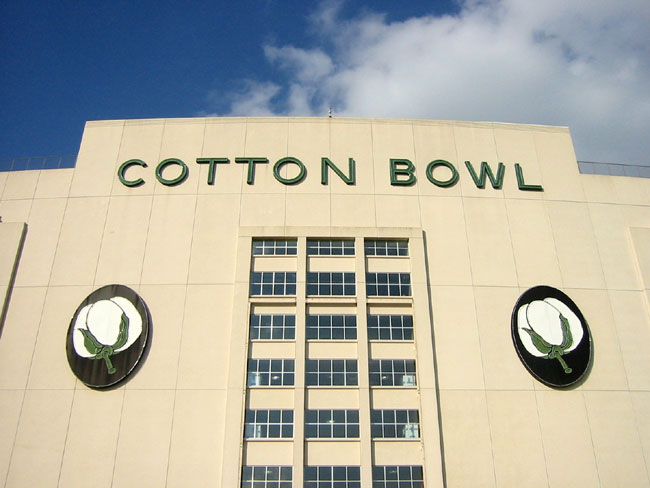
Cotton Bowl, campo del equipo Dallas Texans

Baltimore Colts en 1953.

## Temporada
| Año           | V | D  | E | Resultado    | Entrenador |
| ------------- | - | -- | - | ------------ | ---------- |
| Dallas Texans | 1 | 11 | 0 | 6.º National | Jim Phelan |

### Resultados
| Semana | Fecha          | Oponente             | V-D-E | Marcador | Campo                       | Marca  |
| ------ | -------------- | -------------------- | ----- | -------- | --------------------------- | ------ |
| 1      | Dom 28/09/1952 | New York Giants      | D     | 24–6     | Cotton Bowl                 | 0–1–0  |
| 2      | Dom 05/10/1952 | San Francisco 49ers  | D     | 37–14    | Cotton Bowl                 | 0–2–0  |
| 3      | Dom 12/10/1952 | @Chicago Bears       | D     | 38–20    | Wrigley Field               | 0–3–0  |
| 4      | Sáb 18/10/1952 | Green Bay Packers    | D     | 24–14    | Cotton Bowl                 | 0–4–0  |
| 5      | Dom 26/10/1952 | @San Francisco 49ers | D     | 48–21    | Kezar Stadium               | 0–5–0  |
| 6      | Dom 02/11/1952 | @Los Angeles Rams    | D     | 42–20    | L.A. Memorial               | 0–6–0  |
| 7      | Dom 09/11/1952 | Los Angeles Rams     | D     | 27–6     | Cotton Bowl                 | 0–7–0  |
| 8      | Dom 16/11/1952 | @Detroit Lions       | D     | 43–13    | Briggs Stadium              | 0–8–0  |
| 9      | Dom 23/11/1952 | @Green Bay Packers   | D     | 42–14    | East Stadium                | 0–9–0  |
| 10     | Jue 27/11/1952 | Chicago Bears        | V     | 27–23    | Rubber Bowl (Akron, Ohio) ^ | 1–9–0  |
| 11     | Dom 07/12/1952 | @Philadelphia Eagles | D     | 38–21    | Shibe Park                  | 1–10–0 |
| 12     | Sáb 13/12/1952 | @Detroit Lions       | D     | 41–6     | Briggs Stadium ^            | 1–11–0 |

^ Movido desde Dallas